# Il ritorno dei morti viventi
Il ritorno dei morti viventi (The Return of the Living Dead) è un film del 1985, diretto da Dan O'Bannon e rappresenta il suo esordio alla regia.

## Trama
Il giovane Freddy viene assunto dalla Uneeda, una società scientifica che si occupa di esportare in tutto il paese cadaveri per le università, scheletri per le facoltà di medicina e modelli finti per studi farmacologici. Al suo primo giorno di lavoro, a Freddy viene fatto visitare il magazzino da parte del reggente Frank. Tra le tante cose da cui rimane stupito Freddy v'è una stanza con cadaveri, che vengono mandati ai distretti di medicina di tutta la regione.
Intanto, gli amici punk di Freddy, capitanati da Suicidio, decidono di andarlo a prendere per passare una serata a base di birra e punk rock, com'è loro consuetudine. Ma Tina, la sua ragazza, li informa che Freddy ha trovato un lavoro e non si libererà prima delle dieci di sera. Suicidio guida comunque sino all'azienda, dove il gruppo decide di attendere l'arrivo dell'amico. Stufo dell'attesa, Scuz propone di iniziare una festa nel cimitero lì vicino. Gli amici acconsentono e, armati di stereo ed alcol, entrano nel camposanto.
Alla Uneeda, intanto, Freddy chiede a Frank se sia mai successo qualche strano episodio all'interno della società. Frank risponde che l'episodio più strano a cui abbia mai assistito riguardante la fabbrica (o di cui abbia mai sentito parlare) è probabilmente quello avvenuto nel 1969; in quell'anno, a Pittsburgh, all'ospedale militare vi era stata una fuga di gas biochimico chiamato "triossina 204", un defoliante per marijuana sviluppato dalla misteriosa Darrow Chemical; il gas, entrato nell'obitorio, aveva fatto risvegliare i morti. Alla faccenda si era interessato un uomo chiamato George A. Romero, che poi trasse la storia del celebre film, modificandone la trama su ordine dell'esercito. Freddy rimane di stucco, ma Frank lo fa spaventare ancora di più aggiungendo un dettaglio: i morti, una volta sedati, erano stati inviati per sbaglio dall'esercito alla Uneeda. Ciò detto, Frank decide allora di mostrare a Freddy i morti viventi, celati in un laboratorio nel seminterrato dell'azienda. Freddy appare un po' spaventato dal morto, congelato in un barile a freddo. Frank, nel dimostrare che invece non c'è da spaventarsi, dà un colpo al barile che si squarcia facendo uscire il gas all'interno dell'azienda. Ben presto, entrambi svengono per gli olezzi, mentre il gas si disperde e fuoriesce all'esterno. Viene dunque introdotto il personaggio del colonnello Horatio Glover, che torna a casa dalla moglie dopo una lunga giornata di lavoro. Il suo compito è sovrintendere alle ricerche dei cadaveri inviati, a sua insaputa, alla Uneeda.
Frank e Freddy si risvegliano nel seminterrato. Nel barile non c'è più il morto, secondo Frank dissolto a contatto con l'aria. I due tornano al piano superiore, dove iniziano a notare gli strani effetti che ha procurato la fuga di gas: un cagnolino sezionato per degli esperimenti scientifici è appena tornato in vita, imbalsamato e con tutti gli organi interni visibili, ma, cosa ancora peggiore, il cadavere che veniva tenuto in cella frigorifera per gli esperimenti della facoltà di medicina è resuscitato e pretende di uscire dalla camera in cui è stato rinchiuso. Non sapendo cosa fare, Frank chiama il suo superiore Burt, mentre Freddy propone di chiamare la polizia o l'esercito, ma l'amico più anziano scarta subito le due ipotesi, che condurrebbero inevitabilmente alla chiusura dell'azienda da parte del governo statunitense. L'arrivo di Burt consola un po' tutti e due, in quanto egli propone di liberare lo zombi e, come nel film di Romero, provare ad ucciderlo con una picconata in testa. Freddy apre la porta della cella frigorifera e il morto, mostrando una velocità superiore a quella di un essere vivente, corre e si aggrappa al collo di Burt, che Frank riesce però a liberare. I due decidono allora di ricorrere ai trucchi visti al cinema: mentre immobilizzano il morto per terra, Burt pensa di eliminarlo fracassandogli il cranio; il morto sopravvive però alla picconata, quindi Burt afferra un seghetto e taglia la testa al morto. Nonostante ciò, esso continua a strisciare e mostrare segnali di vita. L'ultima ipotesi rimane quella di chiedere un favore ad Ernie, un imbalsamatore che possiede un forno crematorio e può bruciare fino all'osso lo zombi.
Mentre al cimitero imperversa la festa all'insegna del sesso (lo spogliarello di Trash sulla lapide), Freddy, Frank e Burt tagliano a pezzi il morto e lo portano al loro amico. Ernie sta lavorando, ma decide che può fare questo favore all'amico: all'inizio è un po' dubbioso sul da farsi e preoccupato per la sua incolumità, ma Burt gli promette che non accadrà nulla di spiacevole. Dunque, Ernie mette il morto nel forno crematorio e lo incenerisce, bruciando poi le restanti ceneri. Il gruppo dei tre impiegati gioisce per aver finalmente arginato la minaccia uccidendo il morto vivente, ma nessuno immagina che il danno creato da Frank e Freddy è ben più grave, perché la triossina non si è semplicemente dispersa nell'aria, ma è condensata diventando pioggia; il diluvio si rovescia sulla città e sui cimiteri, facendo risorgere tutti i morti seppelliti. Gli amici di Freddy intanto abbandonano il cimitero, a causa del temporale, e Tina va all'azienda per cercare il suo fidanzato.
Freddy e Frank intanto iniziano a star male, accusando forte mal di testa, nausea e brividi di freddo. Burt scopre allora che anche i suoi amici hanno inalato il gas letale e decide di chiamare degli infermieri; questi, analizzando i sintomi di Freddy e Frank notano che i due non hanno né battito cardiaco né polso, e risultano scientificamente morti. Freddy e Frank sono ancora più preoccupati e gli infermieri decidono di approfondire, uscendo all'esterno e chiamando l'ospedale più vicino; ma, all'esterno, i morti resuscitati non tardano ad attaccarli, divorandoli. A causa della pioggia, che pizzica a contatto della pelle perché contaminata, il gruppo di amici si rifugia intanto alla Uneeda, cercando tra l'altro Tina, che è fuggita per cercare Freddy. Entrati alla fabbrica, li attende l'orrore: lo zombi che Frank e Freddy pensavano si fosse dissolto con gli altri a contatto con l'aria è invece vivo e si è nascosto nel seminterrato. Questi attacca Suicidio, che muore nonostante cerchi di resistergli, e il resto della combriccola scappa allora dalla fabbrica rinchiudendo lo zombi al piano inferiore. Gli amici di Freddy si disperdono definitivamente: Trash viene attaccata dagli zombi durante la fuga e si tramuta in uno di essi; Chuck e Casey si rifugiano alla Uneeda in attesa di aiuti, mentre Tina, Spider e Scuz chiedono asilo all'interno dell'obitorio. Vista la velocità con la quale gli zombi tornano in vita, Ernie barrica tutte le finestre e porte dell'edificio.
Freddy e Frank arrivano al capolinea e si tramutano in zombi, ma non prima che Tina, Burt, Spider, Scuz ed Ernie li portino nella cappella dell'obitorio. Scuz viene però attaccato da una vecchia morta in avanzato stato di decomposizione, che lo uccide succhiandogli il cervello e poi si divide in due parti, con il tronco che cade all'interno della stanza. Il gruppo cattura il tronco della morta vivente, lo assicura al tavolo mortuario ed Ernie le chiede perché mangino le persone. La morta risponde "Persone no. Cervelli!", e spiega che la condizione di morto è atrocemente dolorosa e che solo mangiare un cervello umano vivo può lenire quel dolore.
Freddy, tramutatosi in zombi, attacca Tina, ma viene inizialmente respinto da Ernie, che saggiamente gli butta addosso dell'acido nitrico. Interviene anche la polizia, che viene però uccisa dagli zombi. Burt e Spider, armati di buona volontà, escono dall'obitorio, prendono l'auto della polizia e scappano, ma la vettura si va a schiantare contro un muro: il posto più vicino dove rifugiarsi è la Uneeda, dove anche Chuck e Casey sono rinchiusi. Con l'ultimo briciolo di lucidità rimastagli, Frank si suicida nel forno crematorio di Ernie.
Tina ed Ernie si rifugiano nella mansarda dell'edificio e attendono che Freddy arrivi per eliminarlo. Giunto al punto di non ritorno, Burt chiama il numero impresso sui barili, che attiva un reparto speciale dell'esercito: risponde il colonnello Horatio Glover, nel cuore della notte, che dopo un paio di chiamate ordina l'uso di un cannone a grandissima gittata, caricato a proiettili nucleari. L'arma viene messa in azione, e distrugge gli zombi, insieme però a tutta la città e ai suoi abitanti. Forse però non è ancora finita: la triossina non si è ancora dispersa del tutto e il finale del film fa capire che ben presto comincerà un'altra invasione di morti viventi.

## Produzione
La pellicola sarebbe dovuta essere diretta da Tobe Hooper (ma il regista in quello stesso periodo, si trovava nel Regno Unito per dirigere Space Vampires) e prodotta da George A. Romero.  Il budget messo a disposizione dalla Fox Films era di quattro milioni di dollari. Lo sceneggiatore John A. Russo, collaboratore dell'originale La notte dei morti viventi, fece da supporto nella stesura del soggetto.
Le riprese si sono svolte dal 4 luglio 1984 al 28 agosto dello stesso anno.

## Colonna sonora
La colonna sonora del film è composta da brani di gruppi musicali psychobilly, glam e post-punk, ed è stata distribuita dall'etichetta discografica Restless.

### Tracce
1. Surfin' Dead (The Cramps)
2. Partytime (Zombie version) (45 Grave)
3. Nothing for You (Tsol)
4. Eyes Without a Face (The Flesheaters)
5. Burn the Flames (Roky Erickson)
6. Dead Beat Dance (The Damned)
7. Take a Walk (Tall Boys)
8. Love Under Will (The Jet Black Berries)
9. Tonight (We'll Make Love Until We Die) (SSQ)
10. Trash's Theme (SSQ)

## Promozione
- «They're back...They're Hungry...And they're NOT vegetarian»
«Sono tornati...sono affamati...e NON sono vegetariani»;
- «They're Back From The Grave and Ready To Party!»
«Sono tornati dalla tomba e sono pronti a farvi la festa!»;
- «I love you - I want to eat your brains»
«Ti amo - Mi fai assaggiare il tuo cervello?».

## Accoglienza

### Pubblico
Diretto e sceneggiato da Dan O'Bannon, famoso per le sceneggiature di Dark Star (John Carpenter, 1974), Alien (Ridley Scott, 1979) e Atto di forza (Paul Verhoeven, 1990), il film si rivelò un successo nelle platee statunitensi, guadagnando 14.237.000 dollari. In Italia, al contrario, non ebbe grande successo, forse dovuto all'eccessiva vena ironica del film e al suo divieto ai minori di 18 anni, che ridusse drasticamente il numero di spettatori.

### Critica
Secondo Splatter Container, il film risulta un omaggio al film La notte dei morti viventi di George A. Romero.
Oltre a far sorgere il genere della "zom-com" (commedia-zombi) consacrato da L'alba dei morti dementi (Edgar Wright, 2004), il film delineò in maniera definitiva il genere di zombi iperveloci e aggressivi, protagonisti di svariate pellicole come il precedente Incubo sulla città contaminata (Umberto Lenzi, 1980) e il successivo 28 giorni dopo (Danny Boyle, 2002) e caratterizzando per la prima volta il fatto di zombi che sono ghiotti di cervelli.
Inoltre, il film ricorda - per alcune caratteristiche - la serie di film sui morti viventi degli anni trenta e quaranta in cui veniva mostrata la fase della resurrezione dei morti viventi. Nessuna pellicola, infatti, dai tempi di La notte dei morti viventi di Romero e di Zombi 2 di Fulci, aveva più mostrato la sequenza del risveglio, che si dava come per scontato. In questa pellicola, la scena è resa ancora più esilarante dal sottofondo musicale dei 45 Grave, Partytime. In ultimo, il film ebbe il merito di consacrare Linnea Quigley come screaming queen dei B-movie anni ottanta.

## Riconoscimenti
- 1986 - Saturn Award
  - Candidatura come miglior attore protagonista per James Karen
  - Candidatura come la miglior regia Dan O'Bannon
  - Candidatura come miglior film horror a Dan O'Bannon
  - Candidatura come miglior trucco a William Munns

## Sequel
- Il ritorno dei morti viventi 2 (Return of the Living Dead Part II), regia di Ken Wiederhorn (1988)
- Il ritorno dei morti viventi 3 (Return of the Living Dead III), regia di Brian Yuzna (1993)
- Return of the Living Dead: Necropolis, regia di Ellory Elkayem (2005)
- Return of the Living Dead: Rave to the Grave, regia di Ellory Elkayem (2005)

## Curiosità
Ernie Kaltenbrunner è chiaramente ispirato a Ernst Kaltenbrunner, generale delle SS e comandante della Gestapo, processato e giustiziato per crimini di guerra a Norimberga nel 1946. 
Non solo il nome: nella sequenza che lo introduce, infatti, il personaggio ascolta Panzer Rollen in Afrika Vor e, quando è al telefono con Burt, di fronte a lui c'è una foto di Eva Braun. La pistola di Ernie è, inoltre, una Walter P38, arma d'ordinanza degli ufficiali tedeschi nella seconda guerra mondiale, diventata celebre nel nostro Paese prima negli Anni di Piombo, poi con le avventure di Lupin III. 
Ernie sarebbe dunque un ex nazista riparato negli Stati Uniti.